# Martynas Švėgžda von Bekker
Martynas Švėgžda von Bekker nació en 1967 y comenzó con el violín a los 5 años. 
Desde principios de los años 90, como solista ha interpretado con numerosas orquestas en Europa y Rusia, tales como la Orquesta Sinfónica de Berlín bajo la batuta de Hans Dieter Baum, la Filarmónica de Georgia, la Filarmónica de Hamburgo, la Filarmónica de Lituania y la Orquesta de Música de Cámara de Helsinki.
Es profesor a tiempo completo en la Academia Lituana de Música y Teatro. Es el director artístico del Festival de Música Clásica Alternativo en Vilna.